# Campeonato Asiático de Atletismo em Pista Coberta de 2014
A 6ª edição do Campeonato Asiático de Atletismo em Pista Coberta foi o evento esportivo organizado pela Associação Asiática de Atletismo (AAA) no Vocational and Technical College Athletics Hall, em Hangzhou na China no período de 15 e 16 de fevereiro de 2014. Foram disputados 26 provas no campeonato, no qual participaram 227 atletas de 28 nacionalidades. A cidade de Hangzhou foi sede do campeonato pela segunda vez consecutiva, tendo sediado em 2012 . 

## Medalhistas
Masculino
| Evento                   | Ouro                                                                                     | Ouro      | Prata                                                         | Prata    | Bronze                                                                      | Bronze   |
| 60 m                     | Samuel Francis · Catar                                                                   | 6.61      | Femi Ogunode · Catar                                          | 6.62     | Reza Ghasemi Irão                                                           | 6.68     |
| 400 m                    | Mehdi Zamani Irão                                                                        | 48.25     | Sergey Zaykov · Cazaquistão                                   | 48.37    | Ahmed Mubarak Saleh Omã                                                     | 48.51    |
| 800 m                    | Musaeb Abdulrahman Balla · Catar                                                         | 1:50.27   | Ibrahim Al-Zafairi · Kuwait                                   | 1:50.86  | Yasuhiro Nakamura · Japão                                                   | 1:50.94  |
| 1500 m                   | Mohamad Al-Garni · Catar                                                                 | 3:48.79   | Hamza Driouch · Catar                                         | 3:49.55  | Omar Al-Rasheedi · Kuwait                                                   | 3:50.79  |
| 3000 m                   | Mohamad Al-Garni · Catar                                                                 | 8:08.65   | Abubaker Ali Kamal · Catar                                    | 8:09.48  | Tetsuya Yoroizaka · Japão                                                   | 8:11.73  |
| 60 m com barreiras       | Abdulaziz Al-Mandeel · Kuwait                                                            | 7.80      | Yaqoub Mohamed Al-Youha · Kuwait                              | 7.90     | Huang Hao · China                                                           | 7.90     |
| Revezamento 4x400 m      | Cazaquistão · Dmitriy Korabelnikov · Igor Kondratyev · Omirserik Bekenov · Sergey Zaikov | 3:12.94 , | China · Zhang Huadong · Qin Jian · Chen Jianxin · Zhu Chenbin | 3:13.43  | Omã Obaid Al-Quraini Ahmed Al-Marjabi Othman Al-Busaidi Ahmed Mubarak Salah | 3:13.49  |
| Salto em altura          | Mutaz Essa Barshim · Catar                                                               | 2.36 m    | Majededdin Ghazal Síria                                       | 2.20 m   | Zhang Guowei · China                                                        | 2.20 m   |
| Salto com vara           | Hsieh Chia-Han · Taipé Chinesa                                                           | 5.15 m    | Zhou Bo · China                                               | 5.15 m   | Ryo Tanaka · Japão                                                          | 5.15 m   |
| Salto em distância       | Saleh Abdelaziz Al-Haddad · Kuwait                                                       | 7.94 m    | Mohammad Arzandeh Irão                                        | 7.80 m   | Jie Lei · China                                                             | 7.76 m   |
| Salto triplo             | Fu Haitao · China                                                                        | 16.21 m   | Roman Valiyev · Cazaquistão                                   | 16.16 m  | Ruslan Kurbanov · Uzbequistão                                               | 16.00 m  |
| Arremesso de peso (6 kg) | Om Prakash Karhana · Índia                                                               | 19.07 m   | Wang Guangfu · China                                          | 18.64 m  | Li Jun · China                                                              | 18.52 m  |
| Heptatlo                 | Dmitriy Karpov · Cazaquistão                                                             | 5752 pts  | Akihiko Nakamura · Japão                                      | 5693 pts | Leonid Andreev · Uzbequistão                                                | 5561 pts |

Feminino
| Evento                   | Ouro                                                                                 | Ouro      | Prata                                                                                 | Prata    | Bronze                                                       | Bronze       |
| 60 m                     | Tao Yujia · China                                                                    | 7.36      | Olga Safronova · Cazaquistão                                                          | 7.41     | Maryam Tousi Irão                                            | 7.50         |
| 400 m                    | Maryam Tousi Irão                                                                    | 54.24     | Yuliya Rakhmanova · Cazaquistão                                                       | 54.37    | Olga Andreyeva · Cazaquistão                                 | 55.74        |
| 800 m                    | Tatyana Yurchenko · Cazaquistão                                                      | 2:14.20   | Kseniya Faiskanova · Quirguistão                                                      | 2:14.47  | Tatyana Neroznak · Cazaquistão                               | 2:14.61      |
| 1500 m                   | Maryam Jamal · Bahrein                                                               | 4:19.42   | Betlhem Desalegn · Emirados Árabes Unidos                                             | 4:19.83  | Viktoria Poludina · Quirguistão                              | 4:25.36      |
| 3000 m                   | Maryam Jamal · Bahrein                                                               | 8:43.16 , | Betlhem Desalegn · Emirados Árabes Unidos                                             | 8:46.54  | Alia Saeed Mohammed · Emirados Árabes Unidos                 | 8:56.78      |
| 60 m com barreiras       | Wu Shuijiao · China                                                                  | 8.02 ,    | Anastassiya Soprunova · Cazaquistão                                                   | 8.27     | Sun Yawei · China                                            | 8.37         |
| Revezamento 4x400 m      | Cazaquistão · Elina Mikhina · Tatyana Yurchenko · Olga Andreyeva · Yuliya Rakhmanova | 3:42.45   | Tailândia · Karat Srimuang · Atchima Eng-Chuan · Pornpan Hoemhuk · Treewadee Yongphan | 3:42.55  | China · Zhou Yanling · Chen Jingwen · Li Manyuan · Wang Huan | 3:43.89      |
| Salto em altura          | Svetlana Radzivil · Uzbequistão                                                      | 1.96 m ,  | Zheng Xingjuan · China                                                                | 1.91 m   | Zhao Jian · China                                            | 1.80 m       |
| Salto com vara           | Tomomi Abiko · Japão                                                                 | 4.30 m    | Xu Huiqin · ChinaRen Mengqian · China                                                 | 4.15 m   | Não premiado                                                 | Não premiado |
| Salto em distância       | Yurina Hiraka · Japão                                                                | 6.34 m    | Darya Reznichenko · Uzbequistão                                                       | 6.30 m   | Jiang Yanfei · China                                         | 6.22 m       |
| Salto triplo             | Anastasiya Juravleva · Uzbequistão                                                   | 13.60 m   | Aleksandra Kotlyarova · Uzbequistão                                                   | 13.45 m  | Li Xiaohong · China                                          | 13.43 m      |
| Arremesso de peso (6 kg) | Sofiya Burkhanova · Uzbequistão                                                      | 16.80 m   | Bian Ka · China                                                                       | 16.60 m  | Lin Chia-Ying · Taipé Chinesa                                | 16.52 m      |
| Pentatlo                 | Wang Qingling · China                                                                | 4246 pts  | Yuliya Tarasova · Uzbequistão                                                         | 3985 pts | Irina Karpova · Cazaquistão                                  | 3951 pts     |

## Quadro de medalhas

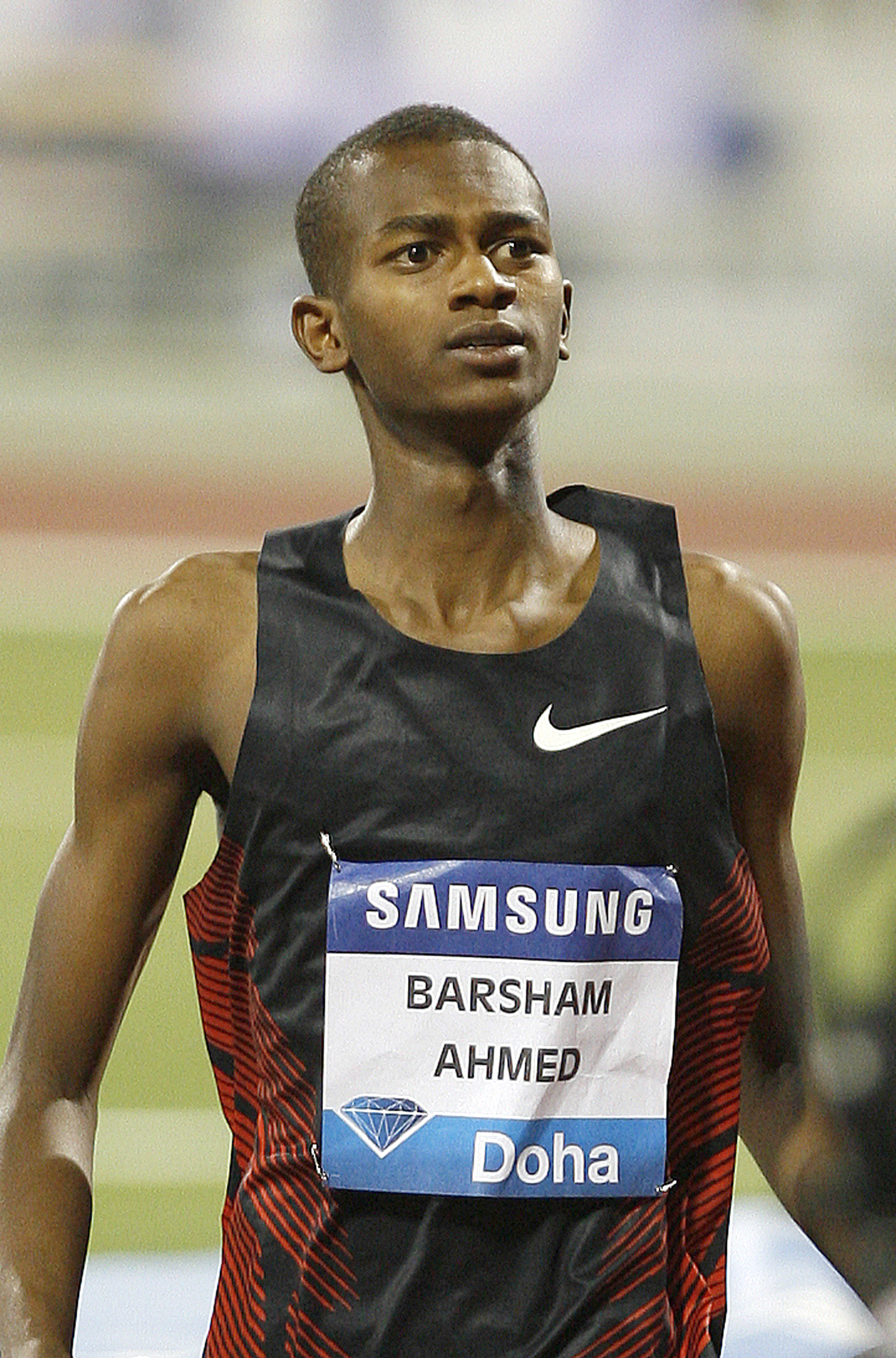
A medalha de ouro de Mutaz Essa Barshim no salto em altura ajudou o Qatar a superar o quadro geral de medalhas.

| Ordem | País                   | Ouro | Prata | Bronze |    |
| 1     | Catar                  | 5    | 3     | 0      | 8  |
| 2     | China                  | 4    | 7     | 9      | 20 |
| 3     | Cazaquistão            | 4    | 5     | 3      | 12 |
| 4     | Uzbequistão            | 3    | 3     | 2      | 8  |
| 5     | Kuwait                 | 2    | 2     | 1      | 5  |
| 6     | Japão                  | 2    | 1     | 3      | 6  |
| 7     | Irão                   | 2    | 1     | 2      | 5  |
| 8     | Bahrein                | 2    | 0     | 0      | 2  |
| 9     | Taipé Chinesa          | 1    | 0     | 1      | 2  |
| 10    | Índia                  | 1    | 0     | 0      | 1  |
| 11    | Emirados Árabes Unidos | 0    | 2     | 1      | 3  |
| 12    | Quirguistão            | 0    | 1     | 1      | 2  |
| 13=   | Tailândia              | 0    | 1     | 0      | 1  |
| 13=   | Síria                  | 0    | 1     | 0      | 1  |
| 15    | Omã                    | 0    | 0     | 2      | 2  |
| Total | Total                  | 26   | 27    | 25     | 78 |

## Participantes
Um total de 227 atletas de 28 nacionalidades participaram do evento.
- Bahrein (3)
- China (51)
- Taipé Chinesa (12)
- Hong Kong (9)
- Índia (5)
- Indonésia (4)
- Irão (11)
- Iraque (1)
- Japão (12)
- Cazaquistão (20)
- Quirguistão (8)
- Kuwait (7)
- Líbano (4)
- Macau (6)
- Malásia (5)
- Mongólia (6)
- Omã (7)
- Paquistão (3)
- Filipinas (3)
- Catar (10)
- Singapura (5)
- Coreia do Sul (1)
- Síria (1)
- Tailândia (8)
- Tajiquistão (1)
- Turquemenistão (5)
- Emirados Árabes Unidos (2)
- Uzbequistão (17)

Legenda
| Recorde mundial       | Recorde mundial (World record)               |                       | Recorde africano                      | Recorde africano (African) |                                           | Q | Classificado por posição (Qualified) |
| Recorde do campeonato | Recorde do campeonato (Championship record)  | Recorde da América    | Recorde da América (Americas)         | q                          | Classificado por melhor tempo (Qualified) |   |                                      |
| Melhor marca do ano   | Melhor marca do ano (World leading)          | Recorde asiático      | Recorde asiático (Asian)              | DNS                        | Não largou (Did not start)                |   |                                      |
| Recorde nacional      | Recorde nacional (National record)           | Recorde europeu       | Recorde europeu (European)            | DNF                        | Não terminou (Did not finish)             |   |                                      |
| Recorde pessoal       | Recorde pessoal do atleta (Personal best)    | Recorde da Oceania    | Recorde da Oceania (Oceania)          | DSQ / DQ                   | Desclassificado (Disqualified)            |   |                                      |
| Recorde da temporada  | Recorde da temporada do atleta (Season best) | Recorde sul-americano | Recorde sul-americano (South America) | NM                         | Sem marca (No mark)                       |   |                                      |